# To Mega Therion
To Mega Therion er det andet album fra det schweiziske metalband Celtic Frost. Det blev udgivet i oktober 1985, og var en stor kilde til inspiration for udviklingen af dødsmetal og black metal. Omslaget er et maleri af H.R. Giger kaldet Satan I.
Navnet To Mega Therion (Τὸ Μεγα Θηρίον) (græsk for "det store dyr") er en reference til Johannes Åbenbaring.

## Spor
1. "Innocence and Wrath" – 1:02
2. "The Usurper" – 3:24
3. "Jewel Throne" – 3:59
4. "Dawn of Meggido" – 5:42
5. "Eternal Summer" – 4:29
6. "Circle of the Tyrants" – 4:36
7. "(Beyond the) North Winds" – 3:04
8. "Fainted Eyes" – 5:00
9. "Tears in a Prophet's Dream" – 2:30
10. "Necromantical Screams" – 6:06
11. "Return to the Eve (1985 Studio Jam)" – 4:08Bonusspor på genudgivelsen. Oprindeligt fra Tragic Serenades (1986).

## Fodnoter
1. ↑  Metal Storm: Celtic Frost timeline
2. 1 2  Raggett, Ned. "( To Mega Therion > Overview )". Allmusic. Hentet 2008-12-21.